# Сахатручей
Сахатручей — ручей в России, протекает по территории Андомского сельского поселения Вытегорского района Вологодской области. Длина ручья — 11 км.

## Физико-географическая характеристика
Ручей течёт преимущественно в северо-западном направлении по частично заболоченной местности.
Ручей в общей сложности имеет двенадцать малых притоков суммарной длиной 14 км.
Устье ручья находится на высоте 123,0 м над уровнем моря в 64 км по правому берегу реки Самины, впадающей в реку Андому, впадающую, в свою очередь, в Онежское озеро.
Населённые пункты на ручье отсутствуют.
Код объекта в государственном водном реестре — 01040100612202000017373.